# Raúl Sanzotti
Raúl Alejandro Celis Sanzotti (ur. 12 stycznia 1975 w Inriville) – argentyński piłkarz występujący na pozycji bramkarza, trener piłkarski.